# Makiko Kikuta
Makiko Kikuta (菊田 真紀子, Kikuta Makiko), née le 24 octobre 1969, est une femme politique japonaise, représentant la préfecture de Niigata à la Chambre des représentants du Japon pour le Parti démocrate du Japon, puis pour le Parti démocrate constitutionnel. Elle est nommée au gouvernement Kan en 2010, en tant que secrétaire parlementaire chargée des Affaires étrangères. 

## Carrière électorale
Kikuta commence sa carrière électorale à 25 ans, en tant que membre du conseil municipal de la ville de Kamo, dans la préfecture de Niigata. Sa première élection à l'échelle nationale est l'élection législative de 2003, où elle se présente dans la quatrième circonscription de la préfecture de Niigata sous les couleurs du parti démocrate du Japon. Elle est élue à l'issue de cette élection. Elle est également réélue en 2005 puis en 2009, toujours dans la quatrième circonscription de la préfecture de Niigata. Elle est ensuite nommée au gouvernement Kan en 2010, en tant que secrétaire parlementaire chargée des Affaires étrangères. 
Lors de l'élection législative de 2012, elle perd son siège lié à sa circonscription face à la représentante du PLD Megumi Kaneko, mais conserve un siège grâce à la représentation proportionnelle. Elle perd de nouveau en 2014, mais d'une plus petite marge, et conserve son siège de représentation proportionnelle,.
En 2017, elle est réélue en tant que représentante de la quatrième circonscription de la préfecture de Niigata, cette fois sans étiquette, face à Megumi Kaneko, handicapée par des affaires d'adultère de son mari,. Lors de cette élection, elle bénéficie du soutien des principaux partis d'opposition, comme le parti de l'espoir de Yuriko Koike, le parti démocrate du Japon, ainsi que le parti communiste japonais,. Elle entre à la Diète toujours sous l'étiquette indépendante, souhaitant respecter sa promesse faite aux électeurs. Elle rejoint en 2018 le Parti démocrate constitutionnel à sa création, issu de la fusion de plusieurs partis d'opposition.

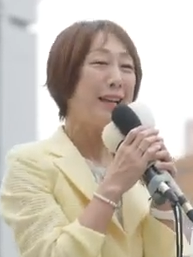
Kikuta en 2024, lors d'une campagne électorale.

Elle brigue un septième mandant lors des élections législatives de 2021, et est réélue avec une légère avance. Elle apprend le soir de l'élection le décès de son mari, d'une hémorragie méningée.
Elle reste impliquée à l'échelle locale dans la préfecture de Niigata, coordonnant notamment les partis d'opposition lors de l'élection du gouverneur de la région en 2018.
Lors des élections législatives japonaises de 2024, Kikuta se présente désormais dans la deuxième circonscription de la préfecture de Niigata à la suite d'un redécoupage des circonscriptions. Elle remporte à nouveau cette élection, et conserve un siège à la Diète à la suite de ce scrutin.

## Prises de position
Contrairement aux Premiers ministres Shinzō Abe et Fumio Kishida, elle ne souhaite pas de révision de la constitution antimilitariste du Japon.
Sur des questions sociétales, elle se déclare favorable à l'ouverture du mariage aux couples homosexuels, et à la mise en place d'un système de quotas en politique afin de favoriser les femmes. Elle est favorable au maintien de l'interdiction des casinos au Japon, et à la législation des discours de haine tenus sur Internet. 
Elle se déclare strictement opposée à la visite des politiques au sanctuaire Yasukini, sanctuaire shinto, considéré par certains comme l'un des symboles du passé colonialiste du Japon et des nationalistes.

## Vie privée
Elle épouse en 2012 Shinichi Iida, directeur adjoint du Bureau des affaires économiques du ministère des Affaires étrangères. Ce dernier décède le 30 octobre 2021, à l'âge de 54 ans.